# Passage Island, British Columbia
Passage Island är en ö i Kanada.   Den ligger i Greater Vancouver Regional District och provinsen British Columbia, i den sydvästra delen av landet, 3 600 km väster om huvudstaden Ottawa. Arean är 0,13 kvadratkilometer.
Terrängen på Passage Island är platt. Öns högsta punkt är 39 meter över havet.